# Провинција Шимоса
Шимоса (јап. 下総国) је једна од 66 историјских провинција Јапана, која је постојала од почетка 8. века (закон Таихо из 703. године) до Мејџи реформи у другој половини 19. века. Шимоса се налазила у источном делу острва Хоншу, на обали Тихог океана.
Царским декретом од 29. августа 1871. све постојеће провинције замењене су префектурама. Територија Шимосе припада северном делу данашње префектуре Чиба и јужном делу префектуре Ибараки.

## Географија
Шимоса се на југу граничила са провинцијом Шимоцуке, на северу са провинцијама Хитачи и Шимоцуке, а на западу са провинцијом Мусаши, док је на истоку излазила на Тихи океан.